# وین‌اس‌سی‌پی
وین اس‌سی‌پی (به انگلیسی: WinSCP) (مخفف شدهٔ Windows Secure CoPy) نرم‌افزاری رایگان و متن باز تحت ویندوز است. این نرم‌افزار ارتباط برقرار کردن با استانداردهای SFTP و SCP و FTP را میسر می سازد.